# Escoada lávica

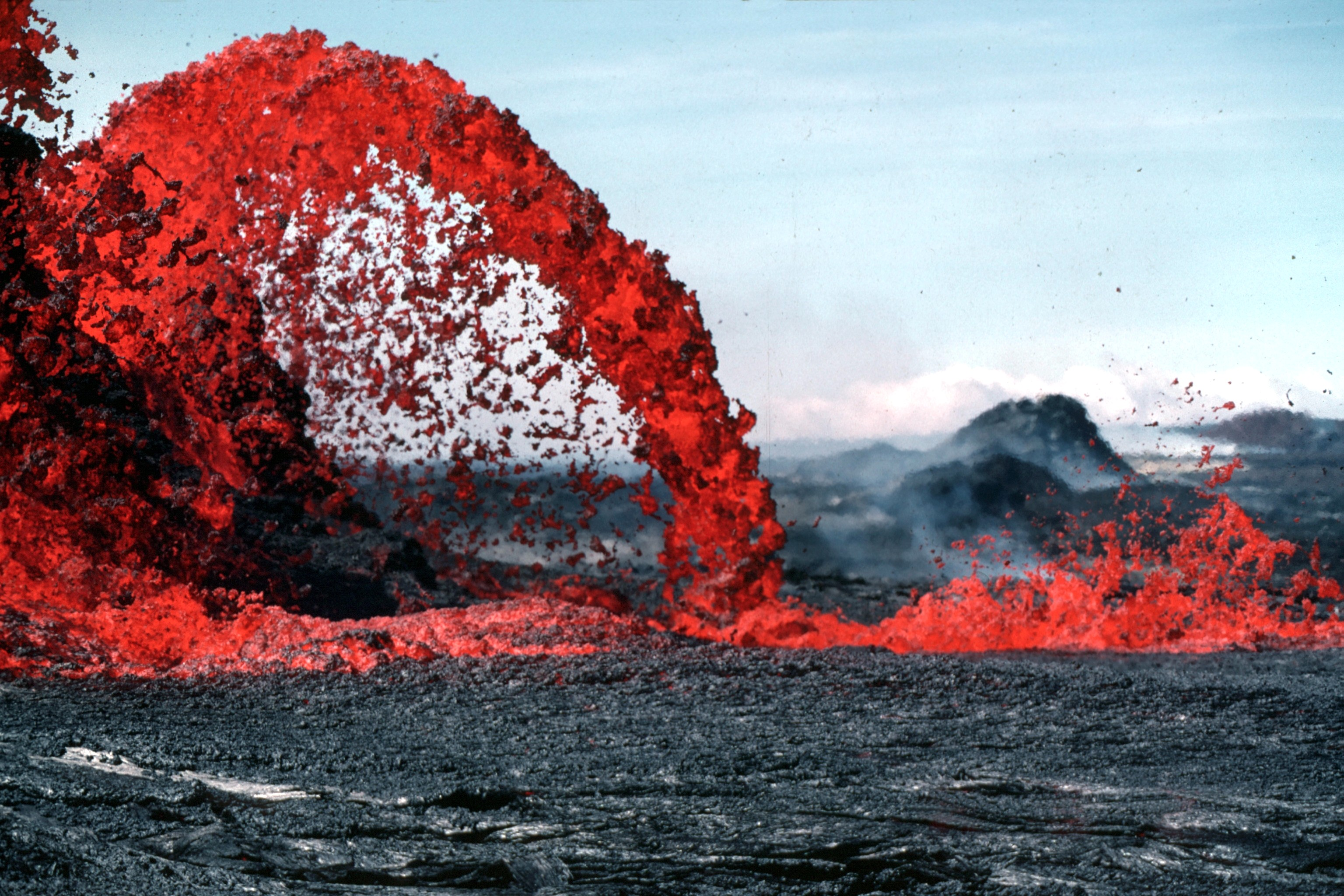
Fonte de lava muito fluida, de fluxo contínuo, com cerca de 10 m de altura, em Kīlauea (Hawaii).

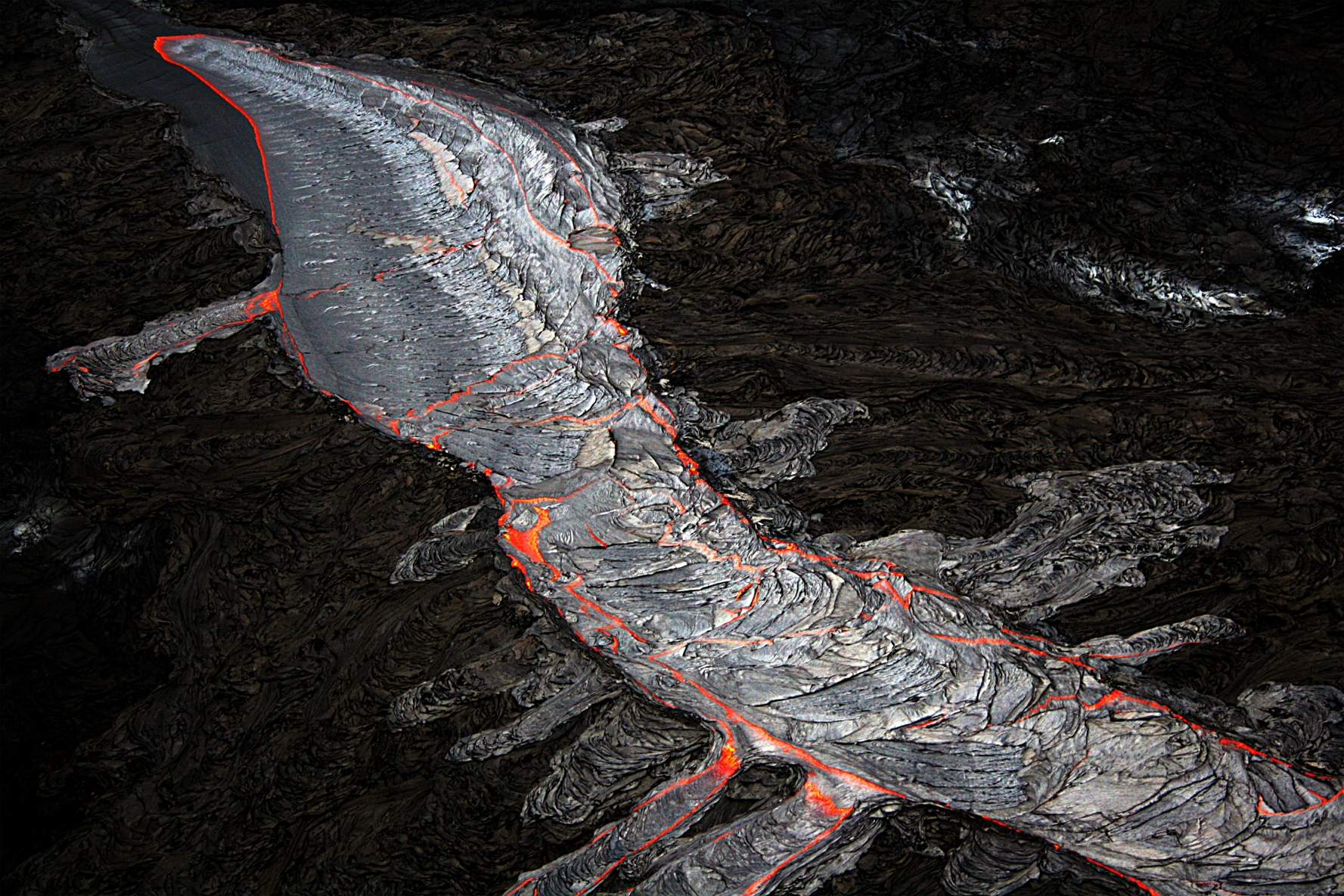
Escoada de lava represado por diques, com transbordamentos (Kīlauea, Hawaï).

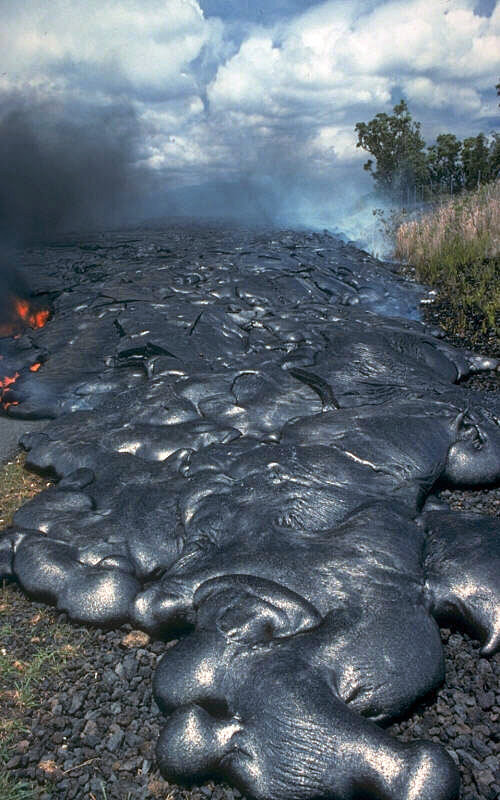
scoada lávica do tipo pahoehoe (encordoada) avançando por uma estrada em Kalapana (Hawaii).

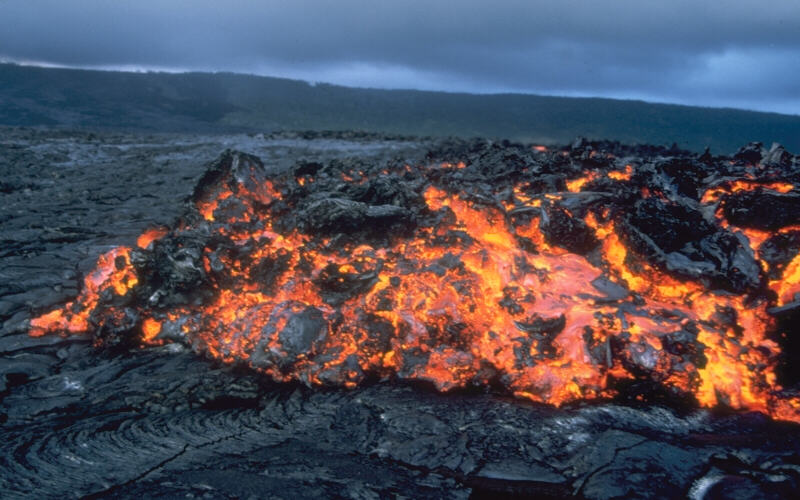
Escoada lávica do tipo aa (escoriácea) avançando sobre lava pahoehoe (encordoada) no Kīlauea (Hawaii).

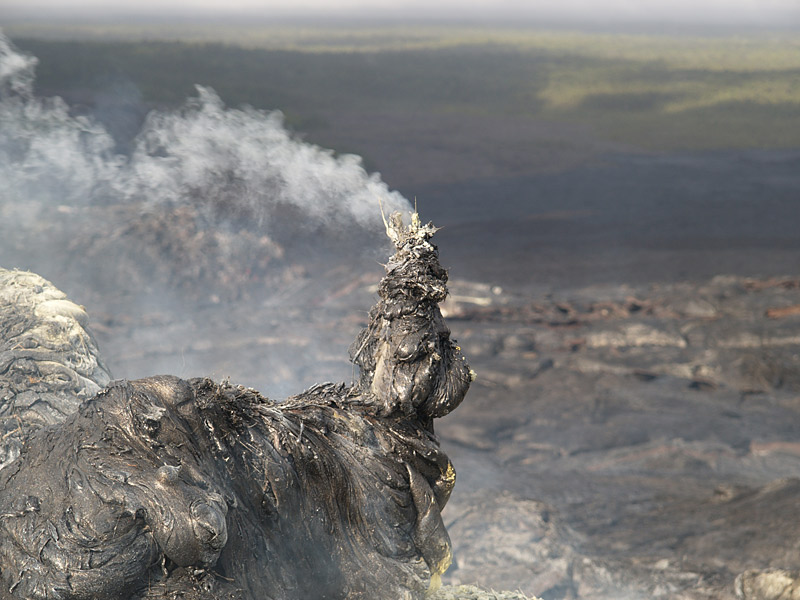
Hornito numa escoada escoriácea do Puʻu ʻŌʻō (Hawaii).

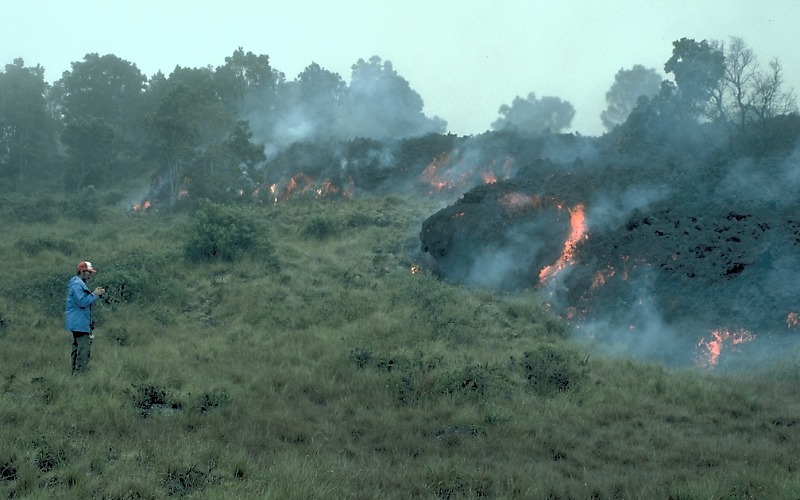
Vista da frente de avanço de uma escoada de lava escoriácea emitida pelo Mauna Loa (Hawaii), em 1984.

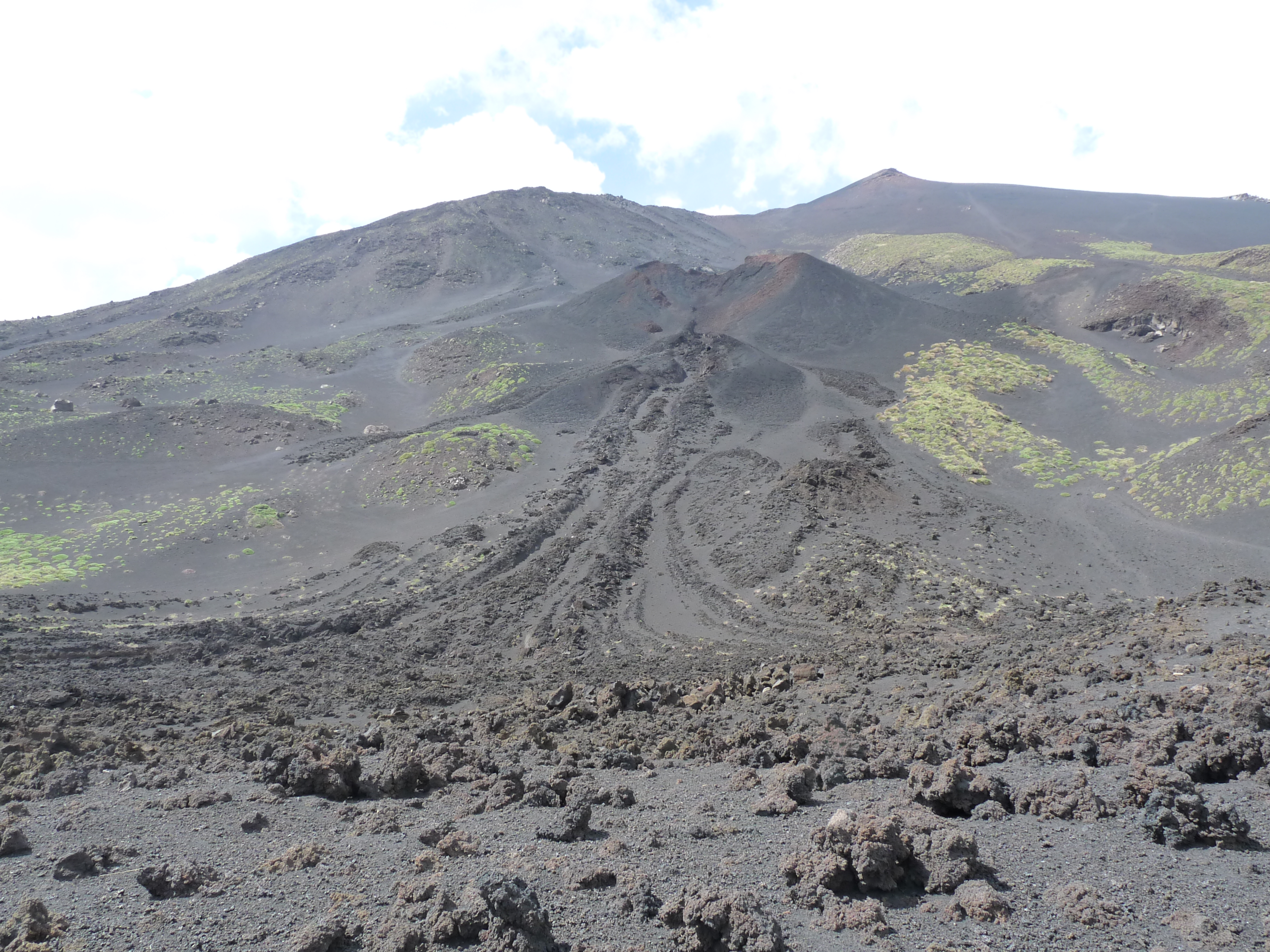
Escoada de lava escoriácea no flanco sul do Etna, datada de julho de 2001.

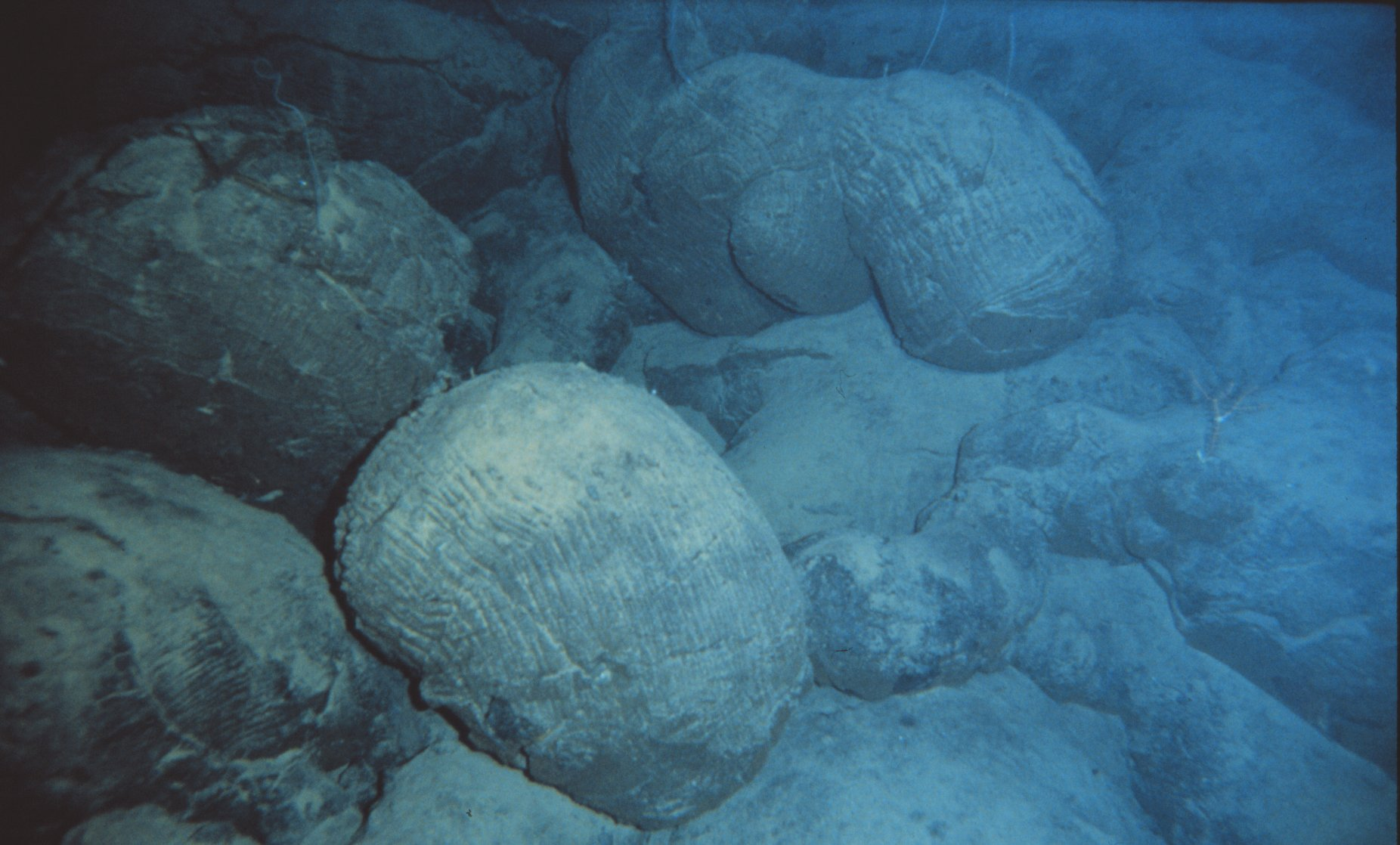
Lavas em almofada.

Escoada lávica é designação dada em vulcanologia e geologia aos mantos de lava no estado de fusão emitidas durante as fases efusivas de uma erupção vulcânica e que seguem a pendente topográfica ao longo das vertentes do vulcão e dos terrenos anexos. Durante a efusão das lavas, um fluxo linear desce ao longo do declive da encosta a partir do ponto de emissão, geralmente situado nos flancos ou na base do cone vulcânico. Nas erupções que ocorrem a partir de fissuras, a libertação do magma pode formar extensos campos lávicos ou mantos de lava. As lavas muito ricas em escórias (por vezes designadas por slag) assumem um aspeto rugoso à medida que se solidificam. A designação também é aplicada às massas rochosas resultantes da solidificação por arrefecimento das escoadas lávicas. Quando a erosão mina profundamente o terreno circundante, um fluxo de lava forma uma mesa.

## Descrição
Uma escoada de lava (ou, raramente, escoada vulcânica) é uma forma vulcânica que consiste num derrame de lava a partir de um vulcão durante uma erupção, embora o termo se refira tanto à lava fluida em movimento como à lava solidificada depois de ter arrefecido, desde que ainda identificável em relação a outros elementos do seu ambiente, particularmente a vegetação.
A escoada de lava mais longa da Terra encontra-se no Undara Volcanic National Park, na Austrália, medindo 160 km de comprimento. A maior e mais volumosa escoada de lava, excluindo os trapps, é a de Þjórsá, na Islândia, com 970 km2 de área e um volume estimado de 26 km3.
Uma escoada de lava forma-se durante uma erupção quando um vulcão liberta lava suficientemente fluida. Se esta lava não puder fluir e se a sua temperatura for mantida suficientemente elevada para permanecer fluida, pode formar um lago de lava, por exemplo no fundo de uma cratera. Por outro lado, se esta massa de lava não for totalmente limitada pelo relevo, pode fluir. Como qualquer fluido, o fluxo de lava seguirá a direção do maior declive e tenderá a seguir os talvegues, tais como os cursos de água. Em consequência os vales correspondentes podem ficar parcial ou totalmente preenchidos. Quando a corrente de lava encontra obstáculos, pode destruí-los pela temperatura (e consequente fogo), como a vegetação, ou esmagá-los pela sua densidade, como as construções ligeiras, ou contorná-los, como o relevo ou as construções maciças.
Dependendo da topografia que encontram, as escoadas de lava podem ter diferentes aparências. Se descerem por um declive suave, podem dividir-se em vários braços que podem ou não juntar-se, formando ilhas poupadas pela lava, as chamadas kīpukas, comuns no Havai. Pelo contrário, se seguirem um vale do qual não possam sair, formarão um único fluxo. Se o declive for quase nulo, a lava vagueará sem direção precisa, preenchendo os pontos baixos que encontrar. Uma escoada lávica é geralmente larga e tem uma espessura de alguns metros a algumas dezenas de metros e um comprimento de alguns metros a vários quilómetros. A frente da escoada lávica avança geralmente a uma velocidade de alguns metros por hora, mas uma vez traçado o caminho, as escoadas lávicas mais rápidas podem atingir velocidades de várias dezenas de quilómetros por hora. Nos bordos de uma escoada lávica, podem formar-se diques (designados por levées), permitindo que a escoada lávica se eleve por vezes acima do terreno circundante. Se a superfície da escoada lávica solidificar a partir dos bordos, a camada solidificada pode encontrar-se vazia no centro, formando um túnel lávico.
A velocidade a que a lava flui depende da sua viscosidade, do declive e da espessura da crosta superficial que recobre a escoada, caso esta se tenha formado. A viscosidade da lava depende da sua composição e da sua temperatura. A temperatura da lava e a espessura da crosta formada dependem da temperatura inicial (no ponto de emissão) e do tempo decorrido desde o ponto de emissão. Os modelos numéricos podem ser utilizados para calcular a trajetória de um fluxo de lava, mas esta está sujeita a muitas incertezas e mesmo a erros. Por outro lado, medindo a velocidade do fluxo, é possível estimar a viscosidade. Quando a lava é muito viscosa, pode deslizar pela encosta, para além de fluir ou em vez de fluir.
Uma escoada de lava solidifica ao arrefecer quando a boca eruptiva que alimenta o fluxo deixa de expelir lava ou quando a lava é desviada para outra parte do vulcão. A lava entra então em repouso e arrefece lentamente, por vezes durante décadas, dependendo da espessura da escoada. Uma vez criadas as condições adequadas, a vegetação pode colonizar uma escoada lávica em poucos anos, dependendo da composição, do tipo de meteorização que sofra e do clima, mas nalguns casos a colonização é lenta, demorando séculos. No caso de vulcões próximos de massas de água, as escoadas lávicas podem fluir para o mar ou para um lago, dando origem a lavas em almofada.

## Tipos de escoadas lávicas
Em função da viscosidade da lava emitida, que por sua vez é resultado da composição e da temperatura, as escoadas lávicas assumem quatro formas principais: (1) escoadas encordoadas (frequentemente designadas por lavas pāhoehoe; (2) escoadas escoriáceas, frequentemente designadas por lavas ʻaʻā ou aa;  (3) escoadas em blocos, normalmente associadas a emissões de lavas muito viscosas, com as que geram os domos lávicos; e (4) lavas em almofada, resultantes da solidificação da lava em meio subaquático. 

### Lavas encordoadas
As lavas encordoadas (frequentemente designadas usando a terminologia havaiana por pāhoehoe, que significa macio) são geralmente escoadas de lavas basálticas, muito fluidas. A superfície destas escoadas é macia, com rugosidades que forma estruturas semelhantes cordas enroladas, aspeto de que deriva o nome de lavas em corda ou lavas em tripa. Embora a designação lusófona seja lava encordoada, o termo havaiano pāhoehoe é o mais utilizado na nomenclatura internacional. 
As escoadas deste tipo avançam como uma série de pequenos lóbulos, ou dedos, que rompem continuamente a superfície arrefecida. Uma vez solidificadas, as suas superfícies são onduladas, estriadas e mesmo lisas. Estas superfícies devem-se ao movimento muito fluido da lava sob uma crosta coagulada. A textura da superfície das escoadas lávicas do tipo encordoado é muito variável, apresentando formas referidas por vezes como esculturas de lava.
As escoadas deste tipo apresentam frequentemente tubos de lava, já que a pequena perda de calor através da superfície da escoada mantém a viscosidade baixa nas camadas inferiores, as quais continuam a fluir mesmo quando a superfície já tenha solidificado, gerando túneis lávicos. Estes túneis pode ter muitos quilómetros de comprimento.
À medida que se afastam da fonte, as escoadas lávicas encordoadas (pāhoehoe) podem tornar-se lavas escoriáceas (a'ā) devido à perda de calor e ao consequente aumento da viscosidade. A textura arredondada faz com que as lavas encordoadas sejam maus refletores de radar, sendo por isso difícil a sua observação a partir de um satélite em órbita.

### Lavas escoriáceas
As lavas escoriáceas (frequentemente designadas usando a terminologia havaiana por ʻaʻā, que significa pedregoso) é um dos tipos básicos de escoadas lávicas fluidas, caracterizadas pela sua superfície aplainada e irregular, resultante da perda rápida de gases. Dada a rápida fragmentação sofrida, estas ecoadas são composta por fragmentos de lava designados por clínquer vulcânico.
As escoadas lávicas coriáceas avançam lentamente, a uma velocidade de 5 a 50 metros por hora, velocidade essa que contribui para o seu aspeto caótico, pois a uma velocidade tão baixa, a superfície é parcialmente arrefecida e, quando empurrada pela lava ainda quente que se encontra por baixo, sofre fissuração e deforma-se. A sua superfície fria e fragmentada deve-se à saída de gases, que produzem numerosos poros e vesículas.
Em consequência da presença do clínquer, a superfície das escoada lávicas coriáceas são soltas e rugosas, recobertas por fragmentos serrilhados, ásperos e desiguais, o que torna difícil caminhar sobre elas. A superfície de clinker cobre o núcleo maciço da escoada, correspondente à sua zona mais ativa durante o movimento. À medida que a lava viscosa do núcleo desce pela encosta o clinker é arrastado para a superfície da escoada, passando a constituir uma camada de cobertura relativamente uniforme. Na frente das escoadas coriáceas, os fragmentos arrefecidos caem em direção à base e são cobertos pela escoada que avança. Isto leva à formação de duas camadas de fragmentos arrefecidos: uma na base e outra no topo da escoada lávica. Nos escoadas coriáceas é comum a ocorrência de massas esferoidais de lava de até 3 m de diâmetro. 
As lavas que produzem escoadas do tipo coriáceo são geralmente mais viscosas do que as do tipo encordoado, sendo que estas últimas podem formar escoadas coriáceas se o fluxo de lava se tornar turbulento devido à presença de obstáculos no terreno.

### Escoadas em blocos

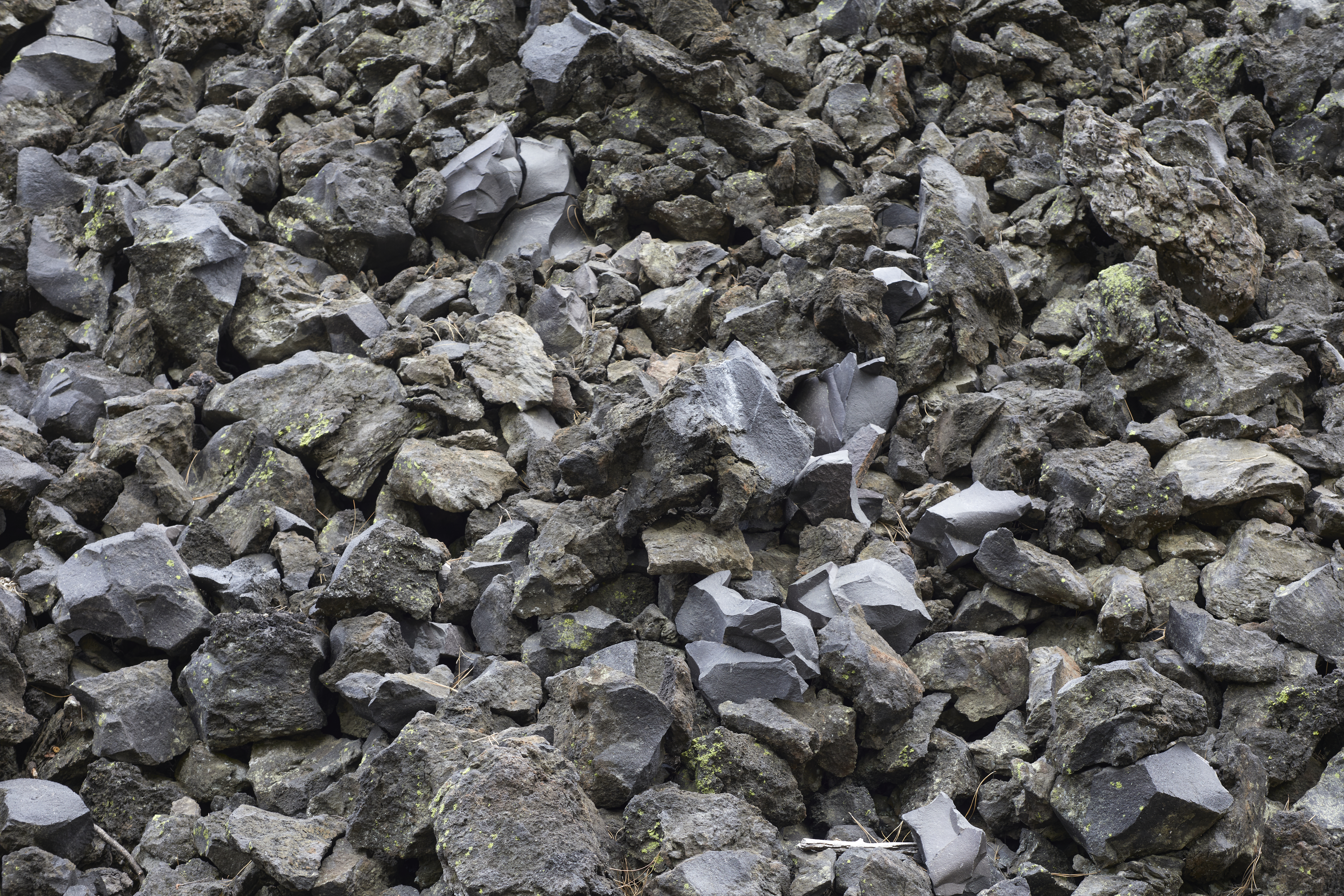
Lava em blocos no Fantastic Lava Beds próximo de Cinder Cone, no Lassen Volcanic National Park.

As escoadas em bloco são típicas de emissões lávicas produzidas a partir de magmas mais ácidos, que fluem dificilmente pela superfície dada a sua grande viscosidade, o que lhes confere uma textura em blocos. São longas e compostas por blocos irregulares sem aspeto de escória. São típicas das lavas siliciosas.
As escoadas lávicas em bloco são típicas das lavas andesíticas dos estratovulcões. Comportam-se de forma semelhante às escoadas escoriáceas (tipo ʻaʻā), mas a sua natureza mais viscosa faz com que a superfície seja coberta por fragmentos angulares de faces lisas (blocos) de lava solidificada em vez de clínqueres. Tal como nas escoadas escoriáceas, o interior fundido da escoada, que é mantido isolado pela superfície de blocos solidificados, avança sobre os escombros que caem da frente da escoada. Também se movem muito mais lentamente para baixo e são mais espessos em profundidade do que as escoadas encordoadas ou escoriáceas.

### Lavas em almofada
Designam-se por lavas em almofada (frequentemente usando a terminologia anglófona pilow lava) as lavas basálticas solidificadas em ambiente subaquático, sendo estas as escoadas lávicas típicas das erupções vulcânicas submarinas. A denominação deve-se à morfologia esferoidal dos blocos, com secção transversal aproximadamente esférica, que forma massas em forma de almofada, dando ao conjunto um aspeto semelhante a almofadas empilhadas.
As lavas em almofada formam-se não apenas em mar profundo, mas também quando as lavas subaéreas correm pelas vertentes entrando em contacto com o mar, rios ou lagos. Ao entrar num meio aquático, a lava forma de imediato uma crosta sólida por arrefecimento provocado pelo contato com a água, mas a diferença de densidades leva a que esta crosta se rompa e sejam exsudadas mais almofadas à medida que mais lava chega do fluxo lávico.
As superfícies vítreas destas lavas não são lisas; apresentam fissuras, rugas e estrias lineares, muitas das quais cortadas em ângulos retos. As lavas em almofada podem ser encontradas numa grande variedade de morfologias, incluindo formas bulbosas, esféricas, achatadas, alongadas e tubulares, variando em diâmetro de várias dezenas de centímetros a várias dezenas de metros. No entanto, o seu tamanho típico varia entre 0,5 e 1 m. 
O interior das lavas em almofada arrefece mais lentamente que a cobertura exterior vítrea, sendo consequentemente mais cristalino. A cristalização a taxas de arrefecimento progressivamente mais lentas em direção ao interior produz uma considerável variedade de texturas nestas rochas.
A maior parte da emissão de lava no planeta Terra é produzida pelo vulcanismo fissural nas cristas médias oceânicas, que produz precisamente lavas em forma de almofada, material que assim predomina largamente na camada basáltica mais superficial da crosta oceânica.